# Бонч-Бруевич, Михаил Дмитриевич
Михаи́л Дми́триевич Бонч-Бруе́вич (24 февраля [8 марта] 1870, Москва — 3 августа 1956) — русский и советский геодезист, военный теоретик, участник Первой мировой и гражданской войн. Генерал-майор (1914) Русской императорской армии и генерал-лейтенант (1944) Красной армии. Доктор военных и технических наук. Имеет дворянское происхождение, старший брат революционера Владимира Бонч-Бруевича.

## Биография
Из семьи землемера, выходца из белорусско-литовских дворян Могилёвской губернии.
В 1891 году окончил Московский измерительный Константиновский межевой институт (как и его брат), в 1892 году — военно-училищный курс Московского пехотного юнкерского училища. 4 августа 1892 года выпущен подпоручиком в 12-й гренадерский Астраханский полк, затем переведен в лейб-гвардии Литовский полк. В 1898 году окончил Николаевскую академию Генерального штаба. В 1898—1908 годах служил при штабах различных военных округов.
Военно-теоретические взгляды Бонч-Бруевича сложились под влиянием генерала М. И. Драгомирова, с которым он познакомился во время службы в Киевском военном округе, войсками которого Драгомиров командовал. В 1905 году Драгомиров пригласил Бонч-Бруевича участвовать в переработке «Учебника тактики», составленного генералом после русско-турецкой войны 1877—1878. До смерти Драгомирова (15 октября 1905) удалось переработать только первую часть; вторую Бонч-Бруевич исправлял самостоятельно, руководствуясь оставленными покойным генералом указаниями. Переработанный учебник был издан в 1906 году. В дальнейшем Бонч-Бруевич дополнил его на основании опыта русско-японской войны и переиздал в 1910—1911 годах.
В 1907 году по приглашению конференции Академии Генерального штаба прочитал и затем напечатал полный курс прикладной тактики.
Свою военно-литературную деятельность начал в 1904 году сотрудничеством по военным вопросам в газетах «Русский Инвалид», «Киевская газета», «Волынская Жизнь» и в журнале «Разведчик». Основные статьи, напечатанные в 1905—1910 годах в газетах и журналах, были затем изданы в сборнике «Армейские дела и делишки». Большая часть их посвящена воспитанию и тактической подготовке армии в мирное время.
6 декабря 1907 года произведён в полковники, с октября 1908 по январь 1910 год — начальник штаба Либавской крепости. С 9 января 1910 года — штаб-офицер, заведующий обучающимися в Николаевской военной академии офицерами, с марта 1914 года — командир 176-го пехотного Переволоченского полка, с которым и вступил в Первую мировую войну.
Вскоре, после начала войны назначен исправлять обязанности генерал-квартирмейстера штаба 3-й армии (Юго-Западный фронт), которой командовал Н. В. Рузский.
10 сентября 1914 года произведён в генерал-майоры с зачислением по Генеральному штабу и утверждён генерал-квартирмейстером штаба 3-й армии, а 17 сентября того же года назначен генерал-квартирмейстером штаба Северо-Западного фронта, командовать которым незадолго до этого был назначен Н. В. Рузский.
Являлся инициатором выселения евреев из прифронтовой полосы (по обвинению их в поголовном шпионаже в пользу противника). В феврале 1915 года вместе с начальником контрразведки штаба фронта Н. С. Батюшиным оказал существенное участие в деле полковника Мясоедова.
С 1 апреля 1915 года состоял в распоряжении Верховного главнокомандующего и некоторое время исполнял должность начальника штаба 6-й армии, дислоцировавшейся в Петрограде и его окрестностях. С 20 августа 1915 года — исправляющий должность начальника штаба Северного фронта.
С 25 февраля 1916 года состоял в распоряжении главнокомандующего армиями Северного фронта. Одновременно, с марта 1916 года — начальник гарнизона Пскова, где находился штаб главнокомандующего армиями Северного фронта.
Во время нахождения на должности генерал-квартирмейстера штаба 3-й армии Юго-Западного фронта ведал разведкой и контрразведкой и по роду службы тесно контактировал с лётчиками, в частности с находившимся под его командованием П. Нестеровым; именно Бонч-Бруевич начал ссору с ним, результатом которой стал смертельный для Нестерова таран австрийского самолёта 8 сентября (26 августа по старому стилю) 1914 года.
Помощником Бонч-Бруевича по ряду вопросов стал полковник Генштаба С. Г. Лукирский. Военный министр генерал Владимир Сухомлинов в 1915 году Бонч-Бруевича считал полностью попавшим под влияние Лукирского, а последнего называл «дрянью большой».

### Начальник штаба Северного фронта

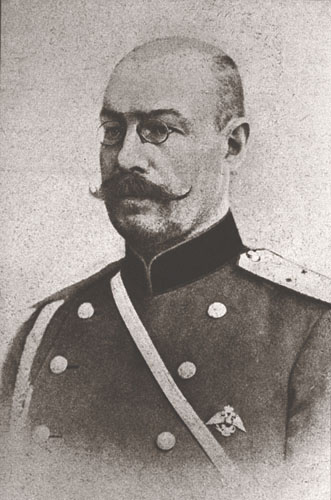
М. Д. Бонч-Бруевич

В августе 1915 года, после возвращения Н. В. Рузского, Бонч-Бруевич стал исполняющим должность начальником штаба Северного фронта, в то время это была одна из ключевых должностей в русской армии. Резкий и малообщительный, он не пришёлся по вкусу дворцовой знати. Некоторые царедворцы стали открыто выражать своё пренебрежение к генералу. По словам служившего во время войны в ставке Верховного Главнокомандующего М. К. Лемке, как-то к ним приехал бывший варшавский генерал-губернатор князь Енгалычев и заявил, что хочет занять должность «не меньше» начальника штаба фронта. Видя недоумение чинов ставки, Енгалычев поспешно добавил: «Так прогоните кого-нибудь, ну хоть Бонч-Бруевича. Государь обещал поговорить об этом с Рузским…» Князю объяснили, что так не делается.
Вскоре к противникам Бонч-Бруевича присоединилась и царица, обиженная недоверием генерала к её приближенным. Она писала Николаю II письма такого содержания:

«Какая будет радость, когда ты избавишься от Б. Бр. (не умею написать его имени)! Но сначала ему нужно дать понять, какое он сделал зло, падающее притом на тебя. Ты чересчур добр, мой светозарный ангел. Будь твёрже, и когда накажешь, то не прощай сразу и не давай хороших мест: тебя недостаточно боятся».

«…Да, поскорее избавься от Бр.-Бр. Только не давай ему дивизии…».

«Убрал ли Куропаткин, наконец, Бр.-Бруевича? Если ещё нет, то вели это сделать поскорее. Будь решительнее и более самодержавным, дружок, показывай твой кулак там, где это необходимо — как говорил мне старый Горемыкин в последний раз, когда был у меня: „Государь должен быть твёрдым, необходимо, чтобы почувствовали его власть“. И это правда. Твоя ангельская доброта, снисходительность и терпение известны всем, ими пользуются. Докажи же, что ты один — властелин и обладаешь сильной волей».
1 марта 1916 года Николай II снял Бонч-Бруевича с занимаемой должности. Теперь он стал сначала генералом для поручений штаба Северного фронта, затем — ставки главнокомандующего. Но все эти должности были скорее номинальными. С Февральской революцией Михаил Дмитриевич одним из первых генералов объявил о своей лояльности Временному правительству.

### После падения монархии в 1917 году
При Керенском Бонч-Бруевич сначала занимал должность начальника Псковского гарнизона, где находился штаб Северного фронта, затем некоторое время командовал Северным фронтом, и, наконец, был назначен начальником Могилёвского гарнизона.
После Февральской революции 1917 года установил контакт с Псковским Советом рабочих и солдатских депутатов, кооптирован в исполком Совета, что послужило поводом для прозвища «советский генерал». Бонч-Бруевич позднее писал:

«Скорее инстинктом, чем разумом, я тянулся к большевикам, видя в них единственную силу, способную спасти Россию от развала и полного уничтожения».— Бонч-Бруевич М. Д. Вся власть Советам. Воспоминания. — М., 1957. — С. 226.
В дни выступления генерала Л. Г. Корнилова сотрудничал с и. о. комиссара фронта трудовиком Савицким, стремясь предотвратить возможные конфликты между солдатами и офицерами. 29 августа главком Северного фронта генерал В. Н. Клембовский, занявший позицию осторожной поддержки Корнилова, был смещён Временным правительством и Бонч-Бруевич назначен временно исполняющим должность главкома фронта.
В этом качестве во время Корниловского мятежа Бонч-Бруевич задержал в Пскове генерала П. Н. Краснова, назначенного Корниловым командиром 3-го конного корпуса и направлявшегося к частям, двигавшимся к Петрограду.
9 сентября Бонч-Бруевич заменён на посту главкома генералом В. А. Черемисовым и назначен в распоряжение Верховного главнокомандующего.
Прибыв в Ставку Верховного Главнокомандующего, Бонч-Бруевич установил связь с Могилёвским Советом рабочих и солдатских депутатов и 27 сентября был кооптирован в его исполком.
В начале октября Бонч-Бруевич отклонил назначение генерал-губернатором Юго-Западного края (с резиденцией в Киеве) и Степного края (в Омске) и принял назначение начальником Могилёвского гарнизона.
Во время Октябрьской революции М. Д. Бонч-Бруевич стал первым генералом, перешедшим на сторону большевиков.
Его родной брат — Владимир Дмитриевич, большевик с 1895 года, — стал управляющим делами Совнаркома.
После отказа Верховного главнокомандующего генерала Н. Н. Духонина 9 ноября выполнить распоряжение Совнаркома начать переговоры с Германией, Совнарком предложил Бонч-Бруевичу занять пост Верховного главнокомандующего, но он отказался, считая, что в сложившейся ситуации этот пост должен занимать политический деятель, и Верховным главнокомандующим был назначен прапорщик-большевик Н. В. Крыленко.
При подходе к Могилёву, где находилась Ставка, воинских эшелонов под руководством Крыленко Бонч-Бруевич, как начальник гарнизона, предотвратил столкновение между ними и войсками, находившимися в городе.
После занятия Ставки просоветскими войсками Бонч-Бруевич был назначен 20 ноября начальником штаба Верховного главнокомандующего. Помощником Бонч-Бруевича стал генерал С. Г. Лукирский, дежурным генералом — полковник К. И. Бесядовский.
27 ноября в разговоре по прямому проводу с временно исполняющим должность главкома Юго-Западного фронта генералом Н. Н. Стоговым Бонч-Бруевич заявил:

«Все начальники отделов Ставки со мною вместе выразили вполне определённое решение сохранить технический аппарат Ставки и принять все меры к тому, чтобы сохранить аппарат управления во фронтах и армиях.

Такое наше решение вытекает из преданности общему делу спасения Отечества, и мы все решили, считаясь с текущим моментом, работать на своих местах до последней возможности».
После срыва мирных переговоров в Брест-Литовске и перехода германских войск в наступление Бонч-Бруевич получил 19 февраля 1918 года телеграмму В. И. Ленина с требованием «немедленно, с наличным составом Ставки прибыть в Петроград». Выехав 20 февраля из Могилёва, прибыл в столицу вечером 22 февраля и включился в организацию отпора наступающему врагу.
В тот же день подписал обращение к командованию Северного и Западного фронтов и Советам РСД прифронтовых городов, в котором говорилось:

«Прошу Совдепы оказать содействие начальникам в деле сбора отступающих частей и отдельных солдат, образуя из них боеспособные части, которые должны положить конец наступлению противника. Для исполнения необходимых сапёрных работ предлагаю пользоваться трудом местных жителей».— «Октябрьская рев-ция и армия», с. 402.
В обращении указывалось, что предлагается остановить германские войска на линии Нарва — Псков — Остров — Невель — Витебск — Орша — Могилёв — Жлобин — Мозырь — Бердичев — Вапнярка — Одесса. Как показали последующие события, эта линия (за исключением территории Украины) и стала, с некоторыми отклонениями, фактической западной границей Советской России до ноября 1918 года.
В феврале — марте 1918 года был членом Комитета революционной обороны Петрограда.
После подписания Брестского мира Бонч-Бруевич вошёл 4 марта 1918 года в качестве военрука в состав Высшего Военного Совета (ВВС), издавшего 5 марта приказ о ликвидации должности Главковерха и расформировании его штаба.
Бонч-Бруевич занимался созданием на бывшей линии фронта частей «завесы», которая должна была воспрепятствовать дальнейшему продвижению вглубь страны германских и австро-венгерских войск. По инициативе Бонч-Бруевича основу комсостава частей «завесы» составили генералы и офицеры старой армии, для которых эта служба была более приемлема, чем в частях Красной армии, действовавших на внутренних фронтах.
В июне штаб ВВС во главе с Бонч-Бруевичем переехал из Москвы в Муром. 9—10 июля город был захвачен мятежниками, действовавшими по плану «Союза защиты Родины и Свободы»; одной из их целей был захват штаба и уничтожение Бонч-Бруевича, но накануне событий он выехал в Москву.
В условиях развернувшейся Гражданской войны Бонч-Бруевич подал в отставку, и 27 августа был освобождён от должности военрука ВВС.

### Послереволюционная деятельность
В конце 1918 — начале 1919 года Бонч-Бруевич преподавал в Межевом институте, затем возглавлял работу по созданию Высшего геодезического правления, и стал его первым начальником.
23 июня — 22 июля 1919 года Бонч-Бруевич был начальником Полевого штаба РВСР, при этом зачастую открыто не подчинялся Главкому И. И. Вацетису. Затем был на научной и педагогической работе.
В марте 1919 года сформировал Высшее геодезическое управление ВСНХ и руководил им до 1923 года, а затем состоял в распоряжении Реввоенсовета СССР. Бывшего генерала обвиняли по ст. ст. 110, 116 и 150 Уголовного кодекса РСФСР и дело передали в прокуратуру. Но до суда не дошло — не позволил Ф. Э. Дзержинский.
В 1925 году организовал государственное техническое бюро «Аэрофотосъемка». В 1927—1934 годах принимал участие в составлении «Технической энциклопедии» под редакцией Л. К. Мартенса, автор статей по тематике «геодезия».

### Арест и освобождение

Могила на Ваганьковском кладбище

В ночь с 21 на 22 февраля 1931 года по делу контрреволюционного заговора бывших офицеров был арестован ОГПУ. На допросах к Бонч-Бруевичу не применялось никаких мер физического или морального воздействия. Участия в каких-либо организациях Михаил Дмитриевич не признал. Зато успел дать показания против бывшего генерала и командующего Южным фронтом РККА Павла Павловича Сытина, которого обвинил в руководстве контрреволюционным офицерским заговором в СССР. Впрочем, Сытину тогда это существенно не повредило, расстрелян он был 7 лет спустя, в 1938 г..
17 мая 1931 года М. Д. Бонч-Бруевича выпустили из тюрьмы, а его дело «за отсутствием состава преступления» было прекращено.
В 1937 году ему присвоено звание комдива.
В 1944 году произведён в генерал-лейтенанты.
Умер в 1956 году в Москве. Похоронен на Ваганьковском кладбище (4 уч.).
В 1957 году были опубликованы его мемуары («Вся власть Советам»).

## Воинские звания
Российская империя:
- В службу вступил (01.09.1891)
- Подпоручик (04.08.1892)
- Поручик (04.08.1896)
- Капитан Ген. штаба (17.05.1898)
- Подполковник (06.04.1903)
- Полковник (06.12.1907)
- Генерал-майор за отличие (21.08.1914)

СССР:
- Комдив (13.04.1937)
- Генерал-лейтенант (29.09.1944)

## Награды

### Российская империя
- Орден Святого Станислава 3-й степени (1900)
- Орден Святой Анны 3-й степени (1903)
- Орден Святого Станислава 2-й степени (1906)
- Орден Святой Анны 2-й степени (06.12.1910)
- Орден Святого Владимира 4-й степени (06.12.1913)
- Георгиевское оружие (22.09.1914)
- Орден Святого Владимира 3-й степени (25.10.1914)
- Орден Святого Станислава 1-й степени (29.04.1915)
- Орден Святой Анны 1-й степени (3.04.1916)

## Сочинения
- Разведывание. Охранение. Связь. — 1909.
- Основания подготовки русской армии в мирное время. — 1907.
- Армейские дела и делишки. Сборник статей 1905—1910 гг. — Киев, 1911.
- Потеря нами Галиции в 1915. Ч. 1—2. — М., 1921—1926.
- Аэрофотосъёмка. — М., 1931.
- Драгомиров о боевой подготовке офицеров. — Л., 1944.
- Вся власть Советам! — М.: Воениздат, 1958.
- Конец царской армии. // Военно-исторический журнал. — 1989. — № 6. — С. 83—88.

## Киновоплощение
- 1970 — «Поезд в завтрашний день». В роли Михаила Бонч-Бруевича — Григорий Гай